# Švýcarská vlajka

Švýcarská vlajka
Poměr stran: 1:1

Švýcarská námořní vlajka
Poměr stran: 2:3

Vlajka Švýcarska má podobu červeného čtvercového listu s bílým rovnoramenným křížem ve středu. Švýcarská vlajka je jednou ze dvou čtvercových vlajek států – tou druhou je vlajka Vatikánu.
Formálně je, již od roku 1889, stanovena pouze podoba kříže: „Znakem Federace je kolmý bílý kříž v červeném poli, jehož ramena mají délku o jednu šestinu delší jež je jejich šířka.“ (Federální rozhodnutí z 12. prosince 1889 o podobě státního znaku).
Formát vlajky 1:1 a odstín červené (Pantone 485) byl zákonem stanoven až 31. prosince 2016. Do té doby čtvercovost vlajky vycházela pouze ze zvyku.
Rozměr kříže na vlajce nebo na štítu není formálně stanoven, v současnosti se reálně užívá poměr 2:3 nebo 7:10 vůči rozměru vlajky.[ujasnit]

Rozměry švýcarské vlajky

Švýcarská národní vlajka byla inspirována podobou vlajky Kantonu Schwyz.
Švýcarské lodě užívají námořní vlajku s tradičními rozměry 2:3.

## Červený kříž

Vlajka Červeného kříže

Symbol červeného kříže, užívaný Mezinárodním výborem Červeného kříže, je odvozen od švýcarské vlajky. Červený kříž v bílém poli byl prohlášen za mezinárodní ochranný symbol v roce 1864 Ženevskou úmluvou o zlepšení osudu raněných a nemocných příslušníků ozbrojených sil v poli. Tato podoba byla přijata jako pocta zakladateli MVČK Švýcaru Henri Dunantovi.

## Vlajky švýcarských kantonů
Vlajky všech šestadvaceti švýcarských kantonů mají poměr stran 1:1. Až na několik drobných výjimek jsou (kromě tvaru) shodné se znaky kantonů.
| Vlajka | Kanton                 | Hlavní město | Poznámka |
| ------ | ---------------------- | ------------ | --- |
|        | Aargau                 | Aarau        | |
|        | Appenzell Ausserrhoden | Herisau      | |
|        | Appenzell Innerrhoden  | Appenzell    | |
|        | Basilej-město          | Basilej      | |
|        | Basilej-venkov         | Liestal      | |
|        | Bern                   | Bern         | |
|        | Curych                 | Curych       | |
|        | Freiburg               | Fribourg     | |
|        | Glarus                 | Glarus       | |
|        | Graubünden             | Chur         | |
|        | Jura                   | Delémont     | |
|        | Lucern                 | Lucern       | |
|        | Neuchâtel              | Neuchâtel    | |
|        | Nidwalden              | Stans        | |
|        | Obwalden               | Sarnen       | |
|        | Schaffhausen           | Schaffhausen | |
|        | Schwyz                 | Schwyz       | Na rozdíl od znaku je bílý kříž vlevo.                                                                      |
|        | Solothurn              | Solothurn    | |
|        | St. Gallen             | St. Gallen   | |
|        | Thurgau                | Frauenfeld   | |
|        | Ticino                 | Bellinzona   | Na rozdíl od znaku, který je rozdělen vertikálně (červená barva je vlevo) je vlajka rozdělena horizontálně. |
|        | Uri                    | Altdorf      | |
|        | Valais                 | Sion         | |
|        | Vaud                   | Lausanne     | |
|        | Zug                    | Zug          | |
|        | Ženeva                 | Ženeva       | |